# Корналба
Корна̀лба (на италиански и на ломбардски: Cornalba) е село и община в Северна Италия, провинция Бергамо, регион Ломбардия. Разположено е на 893 m надморска височина. Населението на общината е 310 души (към 2017 г.).